# Ringaringa littoralis
Ringaringa littoralis är en kräftdjursart som först beskrevs av Cooper och Fincham 1974.  Ringaringa littoralis ingår i släktet Ringaringa och familjen Phoxocephalidae. Inga underarter finns listade i Catalogue of Life.